# Suncus lixus
Suncus lixus — вид ссавців родини мідицевих (Soricidae). Зустрічається в Анголі, Ботсвані, Демократичній Республіці Конго, Кенії, Малаві, Намібії, Танзанії, Замбії та Зімбабве. Його природними місцями існування є субтропічні або тропічні сухі ліси та сухі савани. Він присутній у кількох заповідних зонах, включаючи Національний парк Крюгера. Основною загрозою для великої карликової землерийки є втрата або деградація вологих, продуктивних територій, таких як водно-болотні угіддя та рядові луки у межах відповідного середовища існування.

## Характеристики
Вид досягає довжини голови й тулуба від 52 до 81 мм, довжини хвоста від 36 до 51 мм і середньої ваги 4,9 г. Має задні лапи довжиною ≈ 12 мм і вуха довжиною від 5 до 8 мм. Чіткої межі між сіро-коричневим хутром зверху і сірим хутром знизу немає. Передні лапи й задні лапи білуватого кольору. Як і у інших землерийок, голова характеризується загостреною мордою, маленькими очима і закругленими вухами. Хвіст має коричневу верхню частину та білу або жовту нижню. У самиці в паховій області є шість сосків.

## Спосіб життя
Велика карликова землерийка час від часу будує гнізда в термітниках. Імовірно, за несприятливих умов воно тимчасово переходить у стан ригідності (заціпеніння). Раціон складають різноманітні комахи. У Південній Африці розмноження зазвичай відбувається під час сезону дощів у січні. Однак у серпні було задокументовано самку з сосками, що виробляють молоко. За один послід часто народжується троє нащадків. Кілька екземплярів стають жертвами сипух.